# Ceratotherium simum simum
El rinoceronte blanco del sur o sureño (Cerathoterium simum simum) es una subespecie de rinoceronte blanco.
Actualmente está catalogado como casi amenazado por la UICN.

## Distribución y hábitat
El rinoceronte blanco sureño se encuentra principalmente en Sudáfrica, aunque existen poblaciones en Botsuana, Zimbabue, Namibia y Zambia. Se ha reintroducido una pequeña población en Kenia y Uganda.
Este perisodáctilo habita en sabanas herbáceas con hierbas bajas, unos cuántos árboles para descansar a la sombra y fuentes de agua.

## Alimentación
Son animales herbívoros, principalmente se alimentan de las hierbas que se encuentran al ras del suelo. Bebe agua dos veces al día, pero en caso de sequías puede sobrevivir de cuatro a cinco días sin beber.

## Biología y conducta

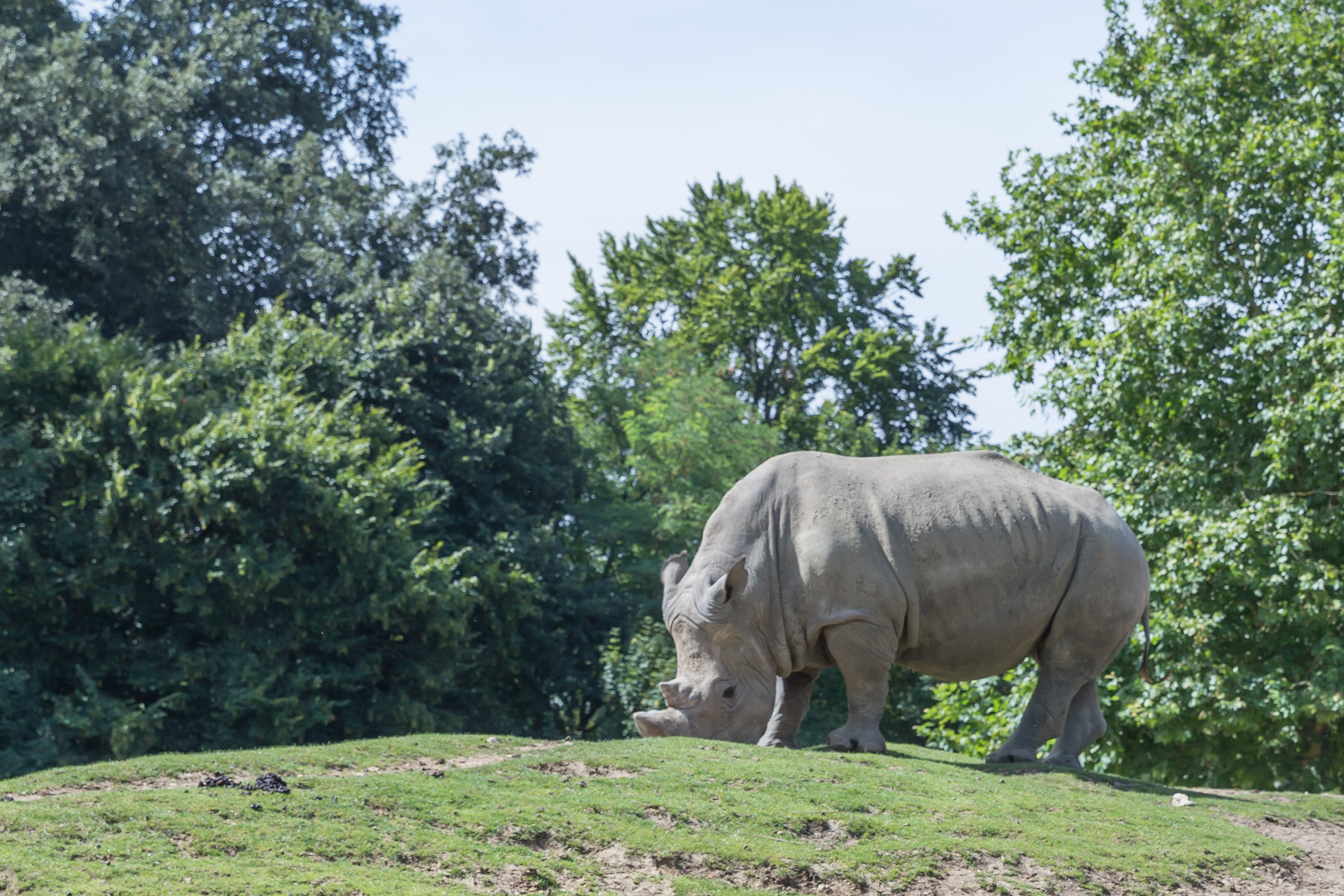

El rinoceronte blanco sureño presenta un morro cuadrado adaptado para pastar. Lleva siempre baja su gran cabeza, tiene una giba en el cuello y dos orejas puntiagudas. Los dos cuernos del rinoceronte consisten en fibras córneas de aspecto de pelo que se originan en papilas dérmicas, y son cementadas juntas para formar un solo cuerno.
Los machos son sedentarios y territoriales. Son solitarios, excepto en la época de apareamiento, periodo en el que acuden a los grupos que forman las hembras con sus crías. En este periodo, el macho permanece con la hembra entre uno y dos días. Después de un periodo de gestación de dieciséis meses nace el pequeño rinoceronte, que a la hora de vida es capaz de mantener el equilibrio y seguir a su madre. Permanecerá con la madre hasta los tres años de edad, y han de pasar cuatro años desde el nacimiento de una cría para que la hembra tenga a su segunda cría, lo que provoca que la tasa de natalidad sea relativamente baja.
El rinoceronte blanco es exigente en sus requerimientos de hábitat. Necesitan terrenos relativamente llanos, cubiertos de arbustos y pastos. Se alimentan de hierba corta, pero al llegar la estación seca estas empiezan a escasear y consumen herbáceas con tallos más largos, como la avena roja. También necesitan balsas de agua permanentes, para darse baños de barro a diario con el objetivo de protegerse del calor y de los molestos insectos. Durante las horas de más sol se refugian a la sombra de los árboles y desarrollan su actividad principalmente al alba y al atardecer. Puede vivir cuarenta y cinco años y, tras un periodo de gestación de quinientos quince días, la hembra pare una cría.